# Мали буквар за велику децу
Мали буквар за велику децу је сатирична књига српског писца Михаила Максимовића писана у духу просветитељства.
Књига је претеча потоњих српских сатиричира и афористичара и важи за прву српску књигу афористике.
Мали буквар за велику децу је конципиран као речник који за објашњења речи садржи сатиричне афоризме.
Дело критикује све заостало и непросвећено, малограђанско у српском друштву 18. столећа.
Претпоставља се да су аутору узор за писање били буквари аутора Јозефа Рихтера из 1782. године.
Српски књижевник и књижевни критичар Ђуро Гавела записао је о књизи у свом делу „Огледи и критике”: Ова књига је „пуна оштрине, живахности, досетљивости и, за своје време, веома свежих и духовитих алузија. Кроз хумор у њој дата је критика црквених великодостојника (и малодостојника), друштвене неправде, назадности, букварске литературе, примитивне читалачке публике, ’среброљубаца’.
Реиздање књиге објавио је „Службени гласник” 2019. године.